# 十三经
十三經是十三部儒家經書的合稱，是儒學的核心文獻，即《周易》《尚書》《诗经》《周礼》《仪礼》《礼记》《左传》（附《春秋》）《公羊传》《穀梁传》《孝经》《尔雅》《論語》和《孟子》。“十三經”的整體性概念成熟於明朝（1368-1644），以萬曆十二年（西元1584年）神宗頒佈詔令欽定《十三經注疏》為完全確立的標誌；是從漢武帝（前156-前87在位）確立五經博士開始，學術潮流與政治權力不斷調整儒家經書名目的共同成果，是儒家經書的最近一次結集。
十三經的內容龐雜，來源及時代不一，主要形成於先秦，既有孔子（前551-前479，春秋末期）之前已經長期流傳的古代文獻，也有主要由戰國（前468-前221）儒家學者编写的著述。其中一部份與孔子、早期儒家思想和其他儒家典籍的關係存在爭議，
《春秋》《周禮》《左傳》。更強烈的爭議是所謂的“偽書”問題，如今本《尚書》的部份篇目。
儒家經書的整理、加工、流傳與結集是一個非常複雜且漫長的過程，從孔子用當時已經很古老的文獻教育學生開始，直至十三經完全確立，已經跨越了兩千多年。時至今日，整理工作仍然持續。其間的合稱先後有比較正式的六經、五經、九經和相對隨意的七經、十二經、十四經等，各自涵蓋名目不盡相同的典籍。
儒學是中國從漢武帝（前156-前87）到清朝結束（1911）两千年的官方意識形態、主流學術思想，其提倡的價值觀念、道德倫理是千百年來華人社會日常生活的普遍指導原則。儒學的核心是經學。經學即研究經書、闡發經義的學問。儒家經書既是經學研究的直接對象，也是不同時代各派儒學理論與相應的社會、人生主張及實踐得以成立的根基所在。十三經及其前身五經、九經等，是傳統中國社會和中華文化的基石，與基督宗教《新舊約全書》、伊斯蘭教《古蘭經》在其各自社會及文化傳統中的作用與地位非常類似。

## 概念
十三經的觀念濫觴於南宋中後期，發軔於明初，成熟於武宗正德（1505-1521）、世宗嘉靖（1522-1567）年間。萬曆十二年，神宗皇帝頒佈詔令欽定《十三經注疏》，並命京師國子監校勘印行；十三部典籍同時被朝廷尊奉為經，十三經的概念及地位得以完全確立。
經者，“織縱絲也”，即紡織時縱向的線。古人紡織時，先將前後走向的縱線（經）撐直，再將左右走向的橫線（緯）編入，有「必先有經，而後有緯」之說，所以“經”字有綱領、法則等引申義。華語中將對於人生、社會具有根本性指導意義的書稱為經，即取此義，除儒經外，如《道德經》、佛教諸經、基督宗教《聖經》、伊斯蘭教《古蘭經》等皆是；同時亦將某一領域內的重要書籍稱為“經”，如《水經》《茶經》、“武經七書”等。
先秦典籍中已有用“經”字命名的書或篇章，如《山海經》《墨子》中的《經》上下、《韓非子》中的《八經》等。一般認為，儒家所崇奉的典籍被稱為經，首見于《莊子·天運》：“孔子謂老聃曰：‘丘治《詩》《書》《禮》《樂》《易》《春秋》 六經，自以为久矣。’”（孔子對老聃說：“我孔丘鑽研《詩》《書》《禮》《樂》《易》《春秋》六部經典，自認很久了。”）
與經相對的概念為傳、記。“傳”字本義為傳遞，引申為傳授。某一學術流派對某重要典籍的解說被稱為傳，即取此義。除十三經內的《左傳》《公羊傳》《穀梁傳》及《周易》的《易傳》部份、《禮記》部份篇目外，西漢（前202-後9）寫定的《尚書大傳》《韓詩外傳》皆為儒家釋經之傳。東漢（25-220）初年成書的《漢書·藝文志》中還記錄有後世失傳的《老子》傳。“記”字本義即記錄。學生將老師的言行記錄下來，或者加以發揮，寫成長短不一的文字，經過整理、編集之後，就成為類似《論語》《禮記》《孝經》《孟子》一類的書，稱為記。依照這個標準，十三經中不僅包括經，也包括傳、記。
歷史上部份學者認為某部儒家典籍是否算得上經，取決於這部書和孔子的關係，如其內容早於孔子存在，或經過孔子整理、解說，甚至由孔子創作。
歷史上，哪些儒家典籍能成為經，不僅是學術問題，也是政治焦點。總體上說，學術思潮趨向在先，政治權力尊奉在後。經在學術上的標準取決於某一時代主流學術思潮對典籍的偏好；政治上的標準則與帝王朝廷的尊奉、博士官制度、科舉制度有著不可分割的聯繫。

## 历史

### 从先秦六经到南宋十三经
《易》《书》《詩》《禮》《樂》《春秋》六经（俗稱為六藝），六藝中的《乐经》很早就亡佚了（據傳是秦朝的焚書坑儒），《汉书·艺文志》中已无此书的记载。其他五种著作就称为“五经”。漢朝時，以《易》《書》《詩》《禮》（儀禮）、《春秋》为“五經”，立有五經博士，並收納弟子員。唐朝时，五經中的《礼经》，由《仪礼》改为《小戴禮記》，沿用至今。
后来经书的内涵不断扩大。《后汉书·赵典传》和《三国志·秦宓传》中都有“七经”的记载，但未记载是哪七部典籍。后人有六经加上紀錄孔子言行的《论语》；东汉将五经加上《论语》《孝经》；五经加上《周礼》《礼记》三种说法。唐代时有“九经”的记载，后人认为是五经加上《论语》《孝经》《周礼》《礼记》或是五经加上《周礼》《礼记》并用春秋三傳即《春秋左傳》《春秋公羊傳》《春秋穀梁傳》代替《春秋》。九經也立於學官，用於開科取士。宋代的晁公武说唐文宗开成年间，在国子学刻石，将五经中《春秋》改为春秋三传，再加上《周礼》《礼记》《论语》《孝经》《尔雅》为“十二经”。
南宋著名理學家朱熹提倡《孟子》之書。取《礼记》中的《中庸》《大学》两篇单独成书，与《论语》《孟子》合为“四书”，于是本為子部書的《孟子》也升格成为经书的一部分，合称十三经。
明代李元陽刻十三經注疏，十三經之名完全確定。
清朝乾隆帝鐫刻《十三經》經文於石，1815年學者阮元刻《十三經注疏》，從此，“十三經”在儒學典籍中的地位更加鞏固。

### 影响较小的分类
五代十国时后蜀国主孟昶刻“十一经”，收入《孟子》，而排除《孝经》《尔雅》。
也有一些人将十三经加上《大戴礼记》，稱为十四经，但影響很小。

## 十三经简介

### 周易
《周易》也稱《易》《易經》，本是古代占卜之書，包括《經》和《傳》兩部分。《經》文叙述了六十四卦三百八十六爻。《傳》为解释卦名、卦义、卦辞、爻辞的七种十篇，称为“十翼”、“《易传》”、“《易大传》”。八卦和六十四卦的出现当在西周以前的远古年代，有学者认为《經》的编订在商末周初，《傳》作于春秋战国，非一人一时之作。古人認為經伏羲、周文王、周公、孔子等歷代聖人編定而成。內容廣泛記錄了西周社會各方面，包含史料價值、思想價值和文學價值。其外層神秘，而內蘊的哲理至深至弘。

### 尚书
《尚书》古時稱《書》，是记言记事的简册泛称，主要记载帝王言论及活动。到孔子时代，《書》大约只残存百余篇，诸子百家多有引用，孔子作了整理。秦朝时民间所藏的《书》基本上被焚毁，国家所藏的《书》也毁于战火。汉文帝时，秦朝博士伏生讲授保存下来的29篇《尚书》，用当时通行的隶书写成，称为《今文尚书》。《尚书》的称谓中“尚”便指“上古”，記載上起堯舜，下至东周，是现存最早的一部歷史文獻彙編，基本內容是古代帝王的文告和君臣談話內容的記錄。
汉武帝末年。鲁恭王為了拓建宮室，拆除孔子宅，从墙壁夹层中得到用秦代以前的蝌蚪文等文字写成的《尚书》，称为《古文尚书》，除与《今文尚书》相同的29篇外，多出16篇，共45篇。西晋后，《尚书》全部散佚。东晋时梅赜献《孔传古文尚书》，包括与《今文尚书》相同的29篇(但析为33篇)和另外25篇，遂流传至今。现认为《孔传古文尚书》是伪书。

### 诗经
《诗经》在先秦稱《詩》，或《詩三百》，是中國第一本詩歌總集。匯集了春秋中期前的詩歌三百零五篇。《史记》认为是由孔子所編定。但学者认为是由鲁国乐官所编。《詩》分“風”、“雅”、“頌”三部分，“風”為土風歌謠，“雅”為西周王畿的正聲雅樂，“頌”為上層社會宗廟祭祀的舞曲歌辭。此書廣泛地反映了當時社會生活各方面，被譽為古代社會的人生百科全書，對後世影響深遠。汉时有鲁、齐、韩三家言《诗》，后来又有毛《诗》。只有《毛诗》流传至今。

### 周礼
《周禮》古名《周官》，記述了一套完整的古代官制。先秦典籍中無有征引《周官》，漢初，河間獻王收於民間，為古文經。王莽時經劉歆整理改名《周禮》，始立博士。由於此背景，《周禮》的作者以及成書年代自古就頗多爭議。劉歆為代表的古文學派認為它是周公所作，記述周朝的官制；而何休等今文學家則指其為後世托偽之作。如今多數學者認同其成書年代可能在戰國時期，但融合了上古的資料以及作者的理念設想。《周禮》官制分天官、地官、春官、夏官、秋官、冬官（其中冬官亡佚，以《考工記》補），所述政體制度宏大而縝密，多含儒家、法家、陰陽五行的思想印記，對後世的中國乃至海外（如日本）的政治實踐產生過深遠的影響。

### 仪礼
《儀禮》原称为《礼》，在漢代也稱作《士禮》，对应于《礼记》而言，《仪礼》又可以称为《礼经》，《礼记》是它的传。到晋代才称为《仪礼》。其17篇为各种礼仪的记录，而未谈各种礼仪的意义。《史记》《汉书》和《礼记》均称其出于孔子。唐朝时，《儀禮》在五经中的地位被较为通畅易读、流传较广的《礼记》取代。今本《仪礼》17篇的顺序是郑玄采用刘向《别录》中的次序。

### 礼记
《禮記》亦称《小戴禮記》，共49篇，是先秦到秦漢时期的礼学文献选编。最初为西汉的戴圣所纂，但非出于一时一人之作。戴圣本是今文《仪礼》博士，《仪礼》仅17篇，所记大多为士礼，故汉朝的儒家學者杂采当时能见到的各种文献以为己用。其内容较为驳杂，大致有记述礼节、记述政令、解释《仪礼》、记孔子言论、记述孔门及时人事、礼节考证、通论礼意或学术、记述制度、记述掌故、杂记等十种。东汉时郑玄为之作注，其文字较为通畅易读，流传较广。唐朝时取代《仪礼》，成为五经之一。

### 左传
《左传》是一部编年体的历史著作，共三十五卷，相传是春秋末期的鲁国史官左丘明所著，现在一般认为该书非一人一时之作，自左丘明始，成书应于战国中期。全书按照鲁国十二公的顺序，从鲁隐公元年到鲁哀公二十七年，总计255年，记录了当时各诸候国的历史。全书约18万字，是十三经中字数最多者。《左传》作为《春秋经》的补充，侧重于对史实的叙述，行文生动流畅，是先秦文学、史学的杰出作品。

### 公羊传
《公羊傳》為《春秋經》之傳，相傳是公羊高受之於子夏，在春秋三傳裡立學最早，為今文學。同《左傳》不同的是，《公羊傳》疏於敘事，而是以問答的形式闡發春秋義理，且經文僅至鲁哀公十四年“春，西狩獲麟”。作為《春秋》的齊學，公羊學側重春秋經義的政教含義，通過歷代大儒如胡母生、董仲舒、何休等人的闡釋發揮，逐漸發展成包括大一統、尊王攘夷、三科九旨等義例的天人政治顯學，為漢朝儒術治國提供了豐富的理論資源。後因讖緯災異之學大興，《公羊傳》經師亦多將經義附會讖緯之説。后廣受批判，於東漢之後衰落。

### 穀梁传
魯國人穀梁喜拜子夏為師，將子夏所教之春秋大意記下，故稱《穀梁传》。其説類似《公羊》，亦屬於今文經。經文亦僅至鲁哀公十四年。今日學者認為此書原本是穀梁喜口傳予弟子，經過穀梁喜一派的門下學者們編撰，約在漢代成書。

### 孝经
《孝經》是講授孝道的書，相傳曾參所作，共十八章，約一千八百多字，是十三經中字數最少的。

### 论语
《論語》是一本孔子及其弟子的言論匯編，為孔子弟子與門下學者所作，是研究孔子思想的重要文獻，故為儒家重要經典之一，在四庫全書中為經部。

### 尔雅
《爾雅》乃中國最早的一部辭典，訓詁之書，歷經多次彙編聚集而成書，至今《爾雅》仍是後代考證古代詞語時重要的一部著作。

### 孟子
南宋朱熹將《孟子》與中庸、大學及論語合稱四書。是最晚加入十三經者，原本《孟子》是子部書。

## 注疏
“注”是指对十三经的字句進行注解，又可称之為传、笺、解、章句。“疏”则是对“注”的進行再注解，又称义疏、正义、疏义等。《四庫全書總目》中著錄的“經部”書籍達一千七百餘部，約兩萬卷。一卷以一萬字計算，估計約有二億字，這尚不包括四庫全書未收之書。

## 影响
自西汉以来，经书被确立为国家经典，宋代以来又被定为科举用书，成为读书人之必读。故其地位崇高，影响巨大。《四库全书总目·卷一·经部总叙》：“经禀圣裁，垂型万世，删定之旨，如日中天。无所容其赞述，所论次者，诂经之说而已。自汉京以后垂二千年，儒者沿波，学凡六变。其初专门授受，递禀师承，非惟诂训相传，莫敢同异，即篇章字句，亦恪守所闻，其学笃实谨严，及其弊也拘。……要其归宿，则不过汉学宋学两家互为胜负。夫汉学具有根柢，讲学者以浅陋轻之，不足服汉儒也。宋学具有精微，读书者以空疏薄之，亦不足服宋儒也。消融门户之见而各取所长，则私心祛而公理出，公理出而经义明矣。盖经者非他，即天下之公理而已。”十三经不过65万字，而关于它们的注解达到三亿字左右，为原文的四五百倍。

## 版本
- 《五代监本九经》，后唐国子监于932年-953年，历时22年时间完工。同时还刻印《五经文字》《九经字样》两种辅助著作，共130册。[16]

## 延伸閱讀
- 《經典常談》，朱自清，上海：上海古籍出版社，2004.4，ISBN：9787532537495
- 《中國經典十種》，葛兆光，北京：中華書局，2008.9，ISNB：9787101062229
- 《十三經概論》，蔣博潛，上海：上海古籍出版社，2010.1，ISBN：9787532554607

## 外部連結

### 文章
- 舒大剛：《十三經》︰儒家經典體系形成的歷史考察[永久]
- 黃俊傑：論經典詮釋與哲學建構之關係 - 以朱子對《四書》的解釋為中心（页面存档备份，存于）
- 楊儒賓：詩─禮─樂的「性與天道」論
- 陳麗桂：近三十年出土儒道古佚文獻在中國思想史上的意義與貢獻[永久]
- 王蕾：論儒藏思想的發展（页面存档备份，存于）
- 景海峰：儒家詮釋學的三個時代
- 黃俊傑：東亞儒家經典詮釋傳統研究的現況及其展望（页面存档备份，存于）

### 儒家文本
- 武英殿《十三經注疏》影印本（页面存档备份，存于） - 中國哲學書電子化計劃
- 漢川草廬（页面存档备份，存于）
- 大家藝文天地
- Kanseki Repository - 經部（页面存档备份，存于）／子部儒家類（页面存档备份，存于）
- 漢籍電子文獻資料庫（页面存档备份，存于）
- 故宮【寒泉】古典文獻全文檢索資料庫（页面存档备份，存于）
- 國家圖書館 - 古籍影像檢索系統（页面存档备份，存于）
- 東京大学 東洋文化研究所 - 漢籍善本全文影像資料庫（页面存档备份，存于）